# Pugnac
Pugnac är en kommun i departementet Gironde i regionen Nouvelle-Aquitaine i sydvästra Frankrike. Kommunen ligger i kantonen Bourg som tillhör arrondissementet Blaye. År 2022 hade Pugnac 2 417 invånare.

## Befolkningsutveckling
Antalet invånare i kommunen Pugnac
Referens:INSEE